# Verteuil-d'Agenais
 Verteuil-d'Agenais  es una población y comuna francesa, en la región de Aquitania, departamento de Lot y Garona, en el distrito de Marmande y cantón de Castelmoron-sur-Lot.

## Demografía
| 701 | 709 | 622 | 545 | 549 | 544 |
| Para los censos de 1962 a 1999 la población legal corresponde a la población sin duplicidades (Fuente: INSEE [Consultar]) |     |     |     |     |     |